# 이영춘 가옥
이영춘 가옥(李永春 家屋)은 대한민국 전북특별자치도 군산시 구 개정병원 본관 동쪽 언덕 위에 자리하고 있는 건물이다. 2003년 10월 31일 전라북도의 유형문화재 제200호로 지정되었다.

## 개요
이 집은 구 개정병원 본관 동쪽 언덕 위에 자리하고 있는데 1920년경 일본인 대지주 구마모토가 지은 개인별장으로 외부형태에 있어서는 유럽의 주거형식을 따르며 평면의 구조는 일식의 중복도형 평면을 바탕으로 양식의 응접실과 한식 온돌방이 결합된 절충적 구조를 보여준다. 전라북도 군산에서 의사로 근무한 이영춘 박사가 사용하면서 일식의 다다미방을 온돌방으로 개조하였으며, 외관의 구조를 포함한 전체적인 주거의 틀은 그대로 유지되어 있다.
가옥내의 기초와 벽난로는 호박돌을 허튼층으로 쌓았고 외벽의 하부는 통나무를 절반으로 켜서 걸침턱맞춤으로 짠 귀틀집의 구조이며 외벽의 상부는 회반죽 뿜칠로 마감하여 색채와 질감이 목재와 좋은 조화를 이룬다. 지붕은 요철이 있는 평면구조에 맞추어 박공과 모임지붕이 결합된 형태 위에 판석으로 마감하였다.
이 집의 바닥은 티그목 쪽매널이 정교하게 짜여져 있으며 샹들리에 및 가구들은 외국에서 수입한 것들로 당시 건축비가 조선총독부의 관저와 비슷하게 소요되었다고 할 만큼 고급 자재를 사용하였다. 중복도를 중심으로 남쪽에 커다란 다다미방이 있고 북쪽에는 현재 식당으로 사용하는 온돌방이 있으며 복도 끝에 작은 홀이 있어 부엌과 다용도실, 화장실이 연결된다. 외부와 연결되는 북쪽 창은 유리를 낀 세살창과 미닫이 방충망, 완자창 등 3중의 창을 만들었으며 부엌은 현재 북쪽에 개수대를 설치하여 서서 행동하도록 된 부엌으로 개조하였다.
이 건물은 근대의 새로운 주거문화의 이입과 양상을 보여주는 건축물로서 평면과 외관의 구성을 볼 때 뛰어난 건축적 구성을 하고 있다. 서구식·일식·한옥의 양식이 결합된 이와 같은 사례는 도내의 주거 건축에서 그 사례를 볼 수 없으며 다른 도에서도 흔치않은 사례로 파악된다. 또한 이 건물은 일제의 토지수탈의 역사를 보여주는 사료적 가치가 있으며 해방 후 주인이었던 이영춘 박사의 지역 의료 활동에 끼친 역사적 비중을 볼 때 가치가 있다.

## 의의와 평가
일제의 토지 수탈 역사를 보여주는 사료적 가치를 지니고 있으며, 일제강점기 때의 새로운 주거문화의 이입현상을 볼 수 있다. 또한 해방 후 이영춘 박사의 군산지역 의료활동 상황을 알 수 있는 역사 현장이라 할 수 있다.

## 참고 자료
- 이영춘가옥 - 국가유산청 국가유산포털